# أتاري توس

خلفية جهاز أتاري إس تي التابعة لنظام التشغيل أتاري توس

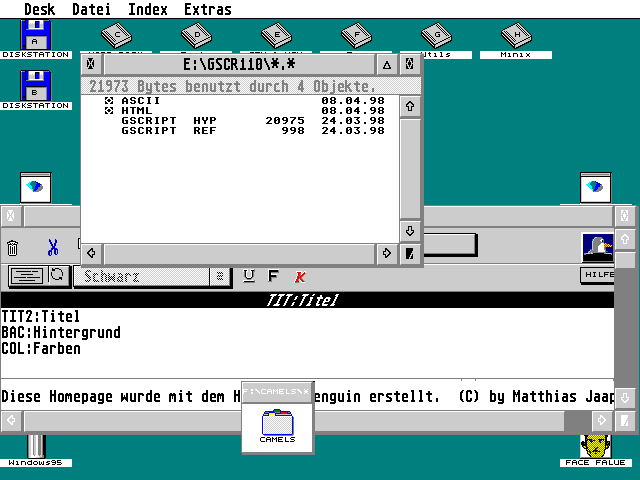
نظام أتاري توس تحديث رقم 4,92

أتاري توس (بالإنجليزية: Atari TOS) ، هي نظام التشغيل لأنظمة أتاري ، بدأت عام 1985م ، وتعمل لأحد أنظمة الجهاز الحاسب التي أنتجها شركة أتاري الأمريكية ، مثل جهاز أتاري إس تي.

## وصلات خارجية
- tos.hyp - a reference about the system api of TOS, MultiTOS, MagiC and MagiCMac
- Town's Guide to TOS Revisions
- Atari ST System Disks
- TOS 2.06 Guide - User's guide